# Little Linford
Little Linford är en by i civil parish Haversham-cum-Little Linford, i kommunen Milton Keynes, i grevskapet Buckinghamshire i England. Byn är belägen 18 km från Buckingham. Little Linford var en civil parish fram till 1934 när blev den en del av Haversham cum Little Linford. Civil parish hade 45 invånare år 1931. Byn nämndes i Domedagsboken (Domesday Book) år 1086, och kallades då Linforde.